# Francocratie

Le début de la francocratie : la division de l'Empire byzantin après la quatrième croisade.

États grecs et latins dans le sud de la Grèce, vers 1210.

La Méditerranée orientale vers 1450, représentant l'Empire ottoman (vert), l'Empire byzantin (rouge) et les diverses possessions latines en Grèce (jaune).

La francocratie (grec : Φραγκοκρατία / Frankokratía, « souveraineté des Francs »), aussi connu sous le nom de latinocratie (grec : Λατινοκρατία / Latinokratía, « souveraineté des Latins ») et, pour les domaines vénitiens, vénétocratie (grec : Βενετοκρατία / Venetokratía ou Ενετοκρατία / Enetokratía), est le terme utilisé pour désigner la période de l'histoire de la Grèce durant laquelle un certain nombre d'États latins d'Orient, principalement français, italiens ou catalans, se sont établis sur des territoires de l'Empire byzantin fragmenté en divers États grecs à la suite de la quatrième croisade (1204).
Le terme fait partie du vocabulaire des croisades et de la Reconquista : les orthodoxes hellénophones ou balkaniques, appelaient les catholiques d'Europe occidentale « Latins » en raison de leur langue liturgique, et plus couramment encore « Francs » car le français était, parmi eux, lingua franca. La période de la francocratie diffère selon les régions : la situation politique était très volatile, du fait que les États francs étaient eux aussi fragmentés et instables, finissant dans de nombreux cas par être reconquis par les États grecs.
À l'exception des îles Ioniennes et de quelques forts isolés qui sont restés vénitiens jusqu'à la fin du XVIIIe siècle, la francocratie sur les terres grecques disparaît avec la conquête ottomane, principalement aux XIVe et XVIe siècles, qui inaugure la période désignée sous le nom de turcocratie (grec : Τουρκοκρατία / Tourkokratía, « souveraineté des Turcs »).

## États croisés francs et latins

### Empire latin
L'Empire latin (1204-1261), établi à Constantinople et englobant la Thrace et la Bithynie, tout en exerçant une suzeraineté nominale sur les autres États croisés. Ses territoires furent progressivement réduits aux environs de la capitale, qui est finalement reprise par l'empire de Nicée en 1261.
- Le duché de Philippopolis (1204 - après 1230), fief de l'Empire latin en Thrace centrale (appelée plus tard Roumélie orientale, autour de Philippopolis) jusqu'à sa conquête par les Bulgares.
- Lemnos, fief de l'Empire latin, confié à la famille noble vénitienne des Navigaioso, de 1207 jusqu'à sa reconquête par les Byzantins en 1278. Ses dirigeants portaient le titre de mégaduc (« grand-duc ») de l'Empire latin.
- Le royaume de Thessalonique (1205-1224), englobant la Macédoine et la Thessalie. La brève existence du royaume fut presque continuellement troublée par la guerre avec le Second Empire bulgare ; finalement, il est conquis par le despotat d'Épire.
- Le comté de Salona (1205-1410), établi à Salona (Amphissa moderne), est créé en tant que vassal du royaume de Thessalonique, qui plus tard passe sous l'influence d'Achaïe. Au XIVe siècle, il passe sous domination catalane puis navarraise, avant d'être vendu aux Hospitaliers en 1403. Il est finalement conquis par les Ottomans en 1410.
- Le marquisat de Bodonitza (1204-1414), initialement créé en tant qu'État vassal du royaume de Thessalonique, mais plus tard passe sous l'influence d'Achaïe. En 1335, la famille vénitienne Giorgi prend le contrôle, et règne jusqu'à la conquête ottomane en 1414.
- La principauté d'Achaïe (1205-1432), englobant la péninsule du Péloponnèse, elle émerge rapidement en tant qu'État croisé le plus puissant, et prospère même après la disparition de l'Empire latin. Son principal rival, le despotat byzantin de Morée, finit par conquérir la principauté. Elle exerce également la suzeraineté sur la Seigneurie d'Argos et de Nauplie (1205-1388).
- Le duché d'Athènes (1205-1458), avec ses deux capitales Thèbes et Athènes, englobe l'Attique, la Béotie ainsi que des parties du sud de la Thessalie. En 1311, le duché est conquis par la Compagnie catalane, et en 1388, il passe aux mains de la famille florentine Acciaiuoli, qui le conserve jusqu'à la conquête ottomane en 1456.
- Le duché de Naxos (1207-1579), fondé par la famille Sanudo, il englobe la plupart des Cyclades. En 1383, il passe sous le contrôle de la famille Crispo. Le duché devient un vassal ottoman en 1537 et est finalement annexé à l'Empire ottoman en 1579.
- La triarchie d'Eubée ou de Négrepont (1205-1470), englobant l'île d'Eubée, il est à l'origine un vassal de Thessalonique, puis d'Achaïe. Il est fragmenté en trois baronnies (terzi ou « triarchies ») chacune dirigées par deux barons (les sestieri). Cette fragmentation permet à Venise de gagner de l'influence en agissant comme médiateurs. En 1390, Venise établit un contrôle direct sur toute l'île, qui reste aux mains des vénitiens jusqu'en 1470, lorsqu'elle est capturée par les Ottomans.

### Principautés croisées mineures
- Le comté palatin de Céphalonie et Zante (1185-1479). Il englobe les îles Ioniennes de Céphalonie, Zante, Ithaque, et, vers 1300, également Leucade (Sainte-Maure). Créé en tant que vassal du royaume de Sicile, il est gouverné par la famille Orsini de 1195 à 1335, et après un court intermède sous le règne des Anjou, le comté passe sous le contrôle de la famille Tocco en 1357. Le comté est divisé entre Venise et les Ottomans en 1479.
- Rhodes devient le siège de l'ordre militaire monastique des chevaliers-Hospitaliers de Saint-Jean de Jérusalem en 1310. Les chevaliers conservent le contrôle de l'île (et les îles voisines du groupe d'îles du Dodécanèse) jusqu'à être évincés par les Ottomans en 1522.

### Colonies génoises
Les tentatives génoises d'occuper Corfou et la Crète au lendemain de la quatrième croisade sont contrecarrées par les Vénitiens. Ce n'est qu'au XIVe siècle, exploitant le déclin final de l'Empire byzantin sous la dynastie des Paléologues, et souvent en accord avec les dirigeants byzantins affaiblis, que divers nobles génois établissent des domaines dans le nord-est de la mer Égée :
- Les fiefs de la famille Gattilusi, sous la suzeraineté nominale byzantine, sur l'île de Lesbos (1355-1462) et plus tard aussi sur les îles de Lemnos, Thasos (1414-1462) et Samothrace (1355-1457), ainsi que sur la ville thrace d'Aïnos (1376-1456).
- La seigneurie de Chios (en) avec le port de Phocée. Elle appartient, entre 1304 et 1330, à la famille Zaccaria, et, après un interlude byzantin, de 1346 et jusqu'à la conquête ottomane en 1566, à la compagnie de Maona di Chio e di Focea.

### Colonies vénitiennes
La république de Venise accumule plusieurs possessions en Grèce, qui faisait partie de son Stato da Màr. Certaines d'entre elles survivent jusqu'à la chute de la république elle-même en 1797 :
- La Crète (1211-1669)[1], aussi connu sous le nom de Candie, l'une des possessions d'outre-mer les plus importantes, malgré les fréquentes révoltes de la population grecque, elle est conservée jusqu'à sa capture par les Ottomans au cours de la guerre de Candie[2].
- Corfou (1207-1214 et 1386-1797), d'abord prise aux génois par Venise peu de temps après la quatrième croisade. L'île est rapidement reprise par le despotat d'Épire, mais se fait capturer en 1258 par le royaume de Sicile. L'île reste sous la domination angevine jusqu'en 1386, lorsque Venise réimpose son contrôle, qui va durer jusqu'à la fin de la république elle-même.
- Leucade (1684-1797), partie à l'origine du comté palatin et du despotat d'Épire gouverné par les Orsini, il passe sous domination ottomane en 1479, puis est conquis par les Vénitiens en 1684, pendant la guerre de Morée.
- Zante (1479-1797), partie à l'origine du comté palatin et du despotat d'Épire gouverné par les Orsini, elle devient vénitienne en 1479.
- Céphalonie et Ithaque (1500-1797), parties à l'origine du comté palatin et du despotat d'Épire gouverné par les Orsini, elles passent sous domination ottomane en 1479, puis sont conquises (en) par les Vénitiens en décembre 1500[3].
- Tinos et Mykonos, léguées à Venise en 1390[4].
- Diverses forteresses côtières dans le Péloponnèse et en Grèce continentale :
  - Modon et Coron, occupées en 1207, confirmée par le traité de Sapienza (en) [5], elles sont tenues jusqu'à leur prise par les Ottomans en août 1500[6].
  - Nauplie, acquise par l'achat de la seigneurie d'Argos et de Nauplie en 1388[7], elle est tenue jusqu'à sa capture par les Ottomans en 1540[8].
  - Argos, acquise par l'achat de la seigneurie d'Argos et de Nauplie mais prise par le despotat de Morée, elle ne revient à Venise qu'en juin 1394[7]. Elle est tenue jusqu'à sa capture par les Ottomans en 1462[9].
  - Athènes, acquise en 1394 aux héritiers de Nerio Ier Acciaiuoli, mais perdue face à son fils bâtard Antonio en 1402-1403, un fait reconnu par la république dans un traité en 1405[10].
  - Parga, ville portuaire sur la côte d'Épire, acquise en 1401. Elle est gouvernée en tant que dépendance de Corfou, et survit alors même après la fin de la république vénitienne en 1797. Elle est finalement cédée par les Britanniques à Ali Pacha en 1819[4].
  - Lépante (Naupacte), port en Étolie, brièvement pris par un capitaine vénitien en 1390, en 1394, ses habitants offrent de le remettre à Venise mais sont repoussés. Il est enfin vendu à Venise en 1407, par son souverain albanais Paul Spata (en) [11],[12], puis perdu face aux Ottomans en 1540[8].
  - Patras, baronnie de Patras, tenue entre 1408 et 1413 puis de 1417 à 1419 en location, pour 1 000 ducats par an, à l'archevêque latin de Patras, qui espérait ainsi contrecarrer une prise de pouvoir turque ou byzantine de la ville[13],[14].
  - Les Sporades septentrionales (Skiathos, Skópelos et Alonissos), possessions byzantines, passent sous domination vénitienne après la chute de Constantinople en 1453. Elles sont capturées par les Ottomans sous Khayr ad-Din Barberousse en 1538.
  - Monemvasia (Malvoisie), avant-poste byzantin laissé non conquis par les Ottomans en 1460, il accepte la domination vénitienne, jusqu'à être capturé par les Ottomans en 1540[15].
  - Vonitza, ville portuaire sur la côte d'Épire, capturée en 1684 et détenue comme enclave continentale des îles Ioniennes jusqu'à la fin de la république.
  - Préveza, ville portuaire sur la côte d'Épire, occupées pendant la guerre de Morée (1684-1699), recapturée en 1717 et détenue comme enclave continentale des îles Ioniennes jusqu'à la fin de la république.
- L'ensemble du Péloponnèse est conquis pendant la guerre de Morée dans les années 1680 et devient une colonie sous le royaume de Morée, mais il est à nouveau perdu face aux Ottomans en 1715.

## Galerie

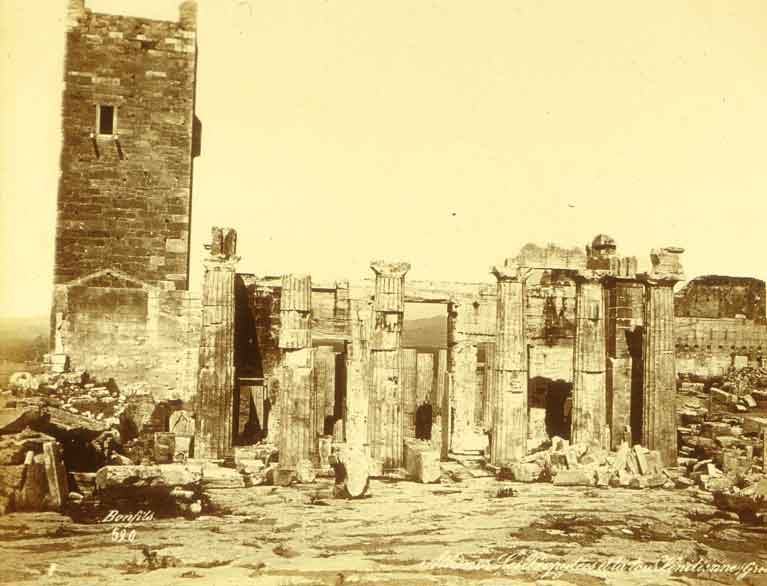
La tour franque sur l'Acropole d'Athènes, démolie en 1874
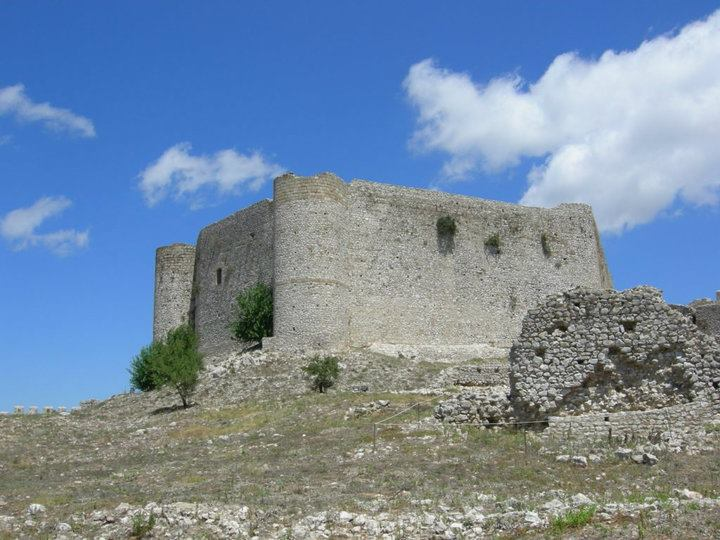
Château de Chlemoutsi
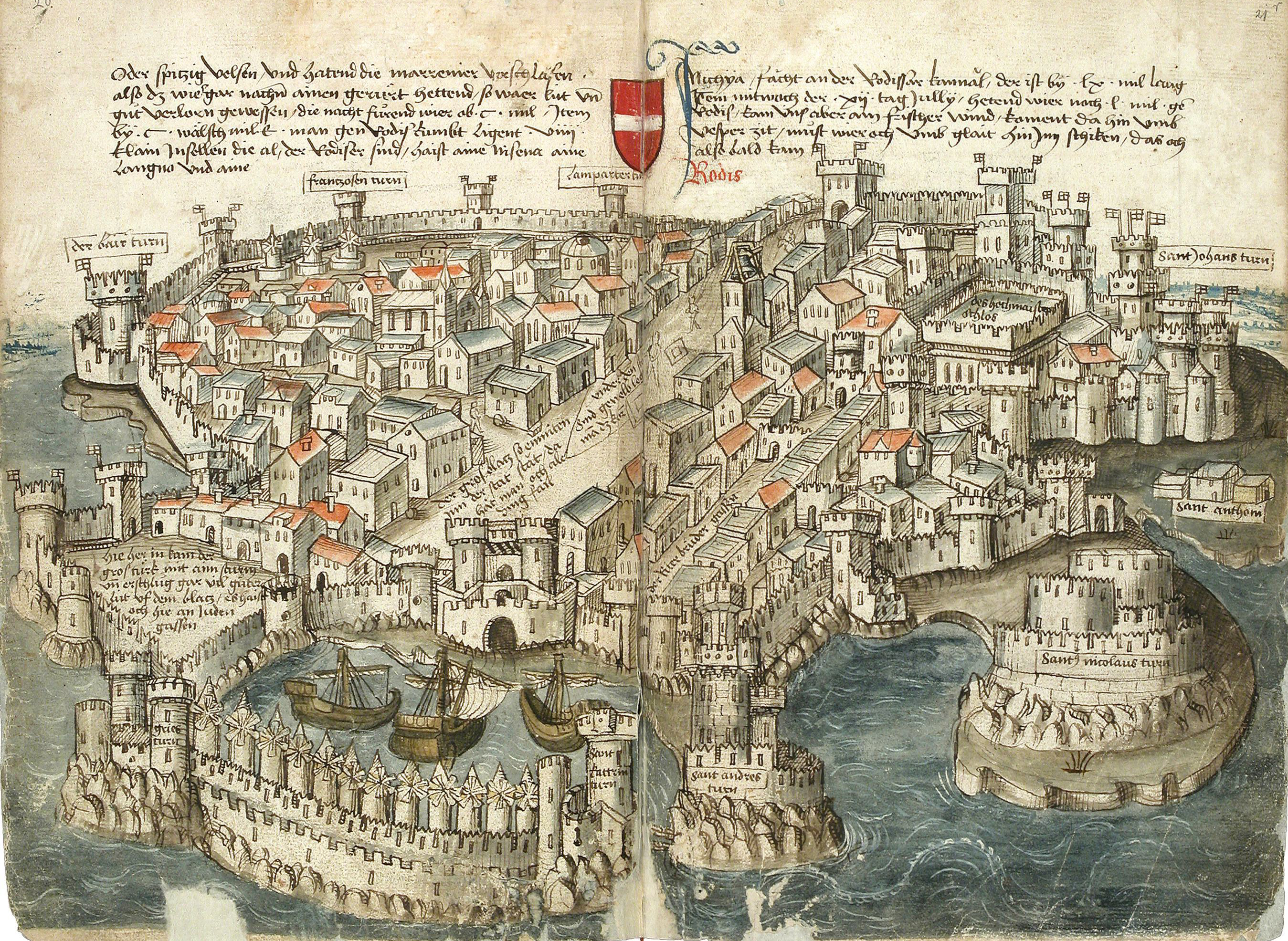
Rhodes (ville), vers 1490
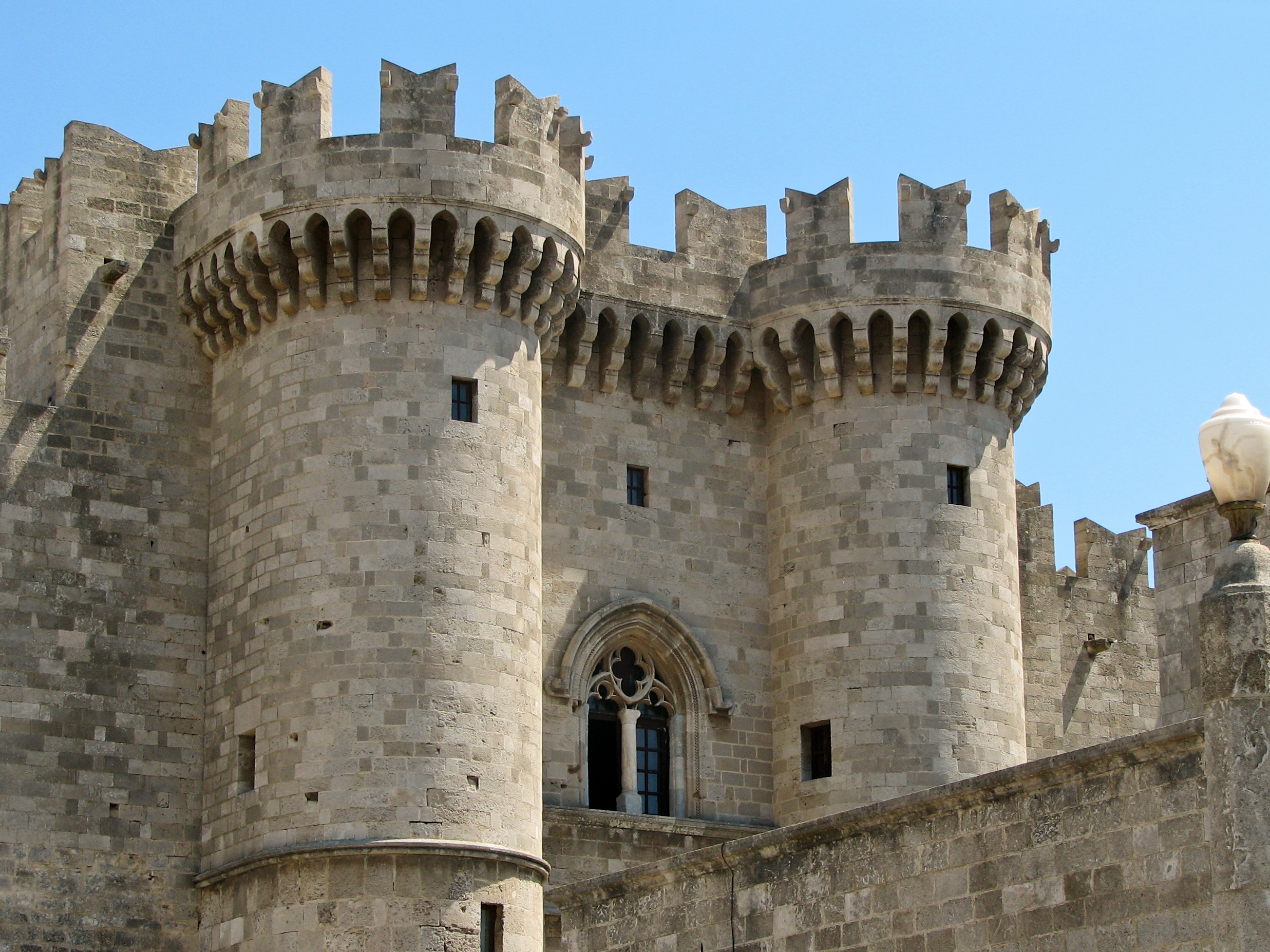
Palais des grands maîtres de Rhodes
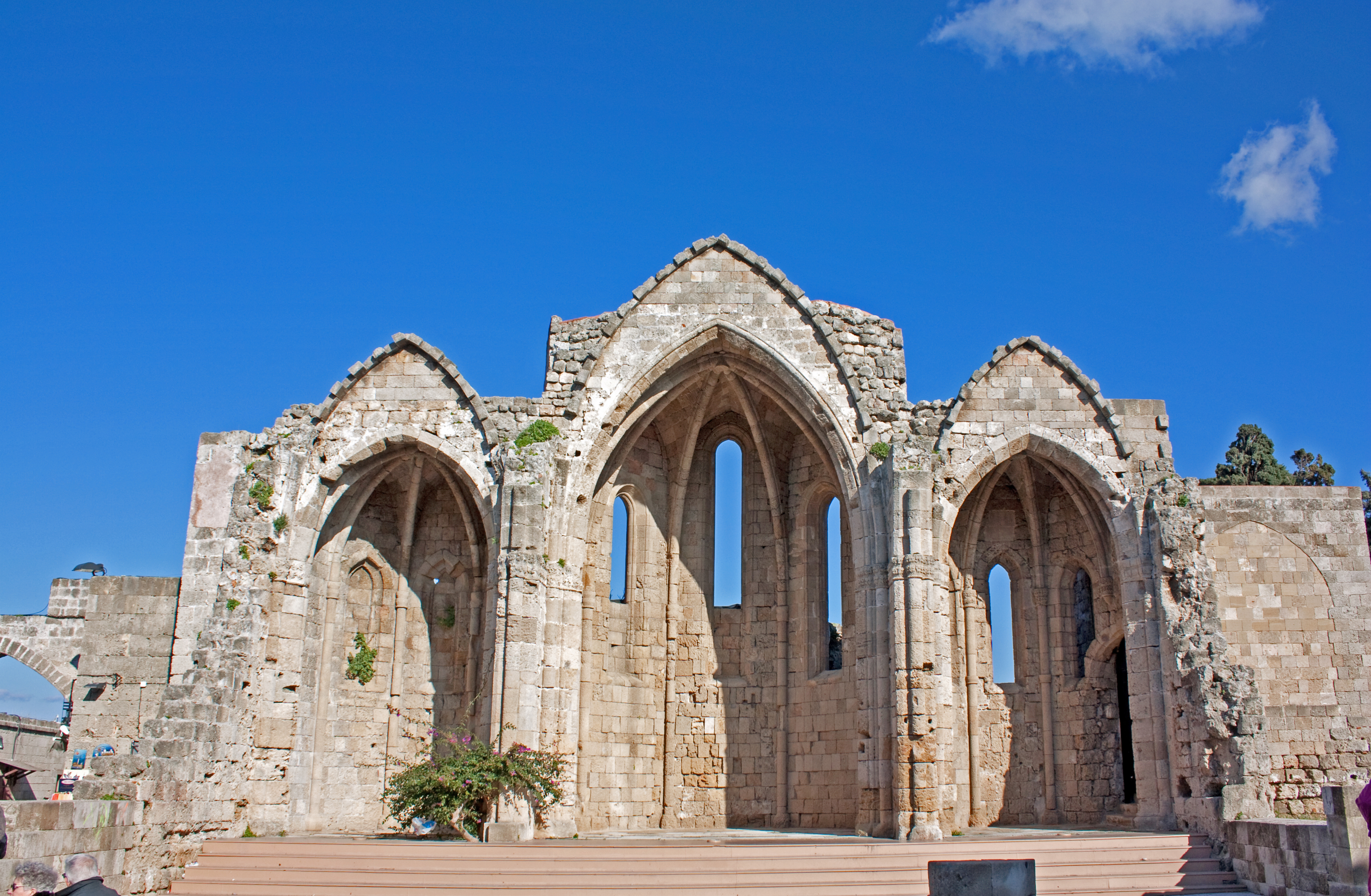
Église de la Vierge, Rhodes (ville)
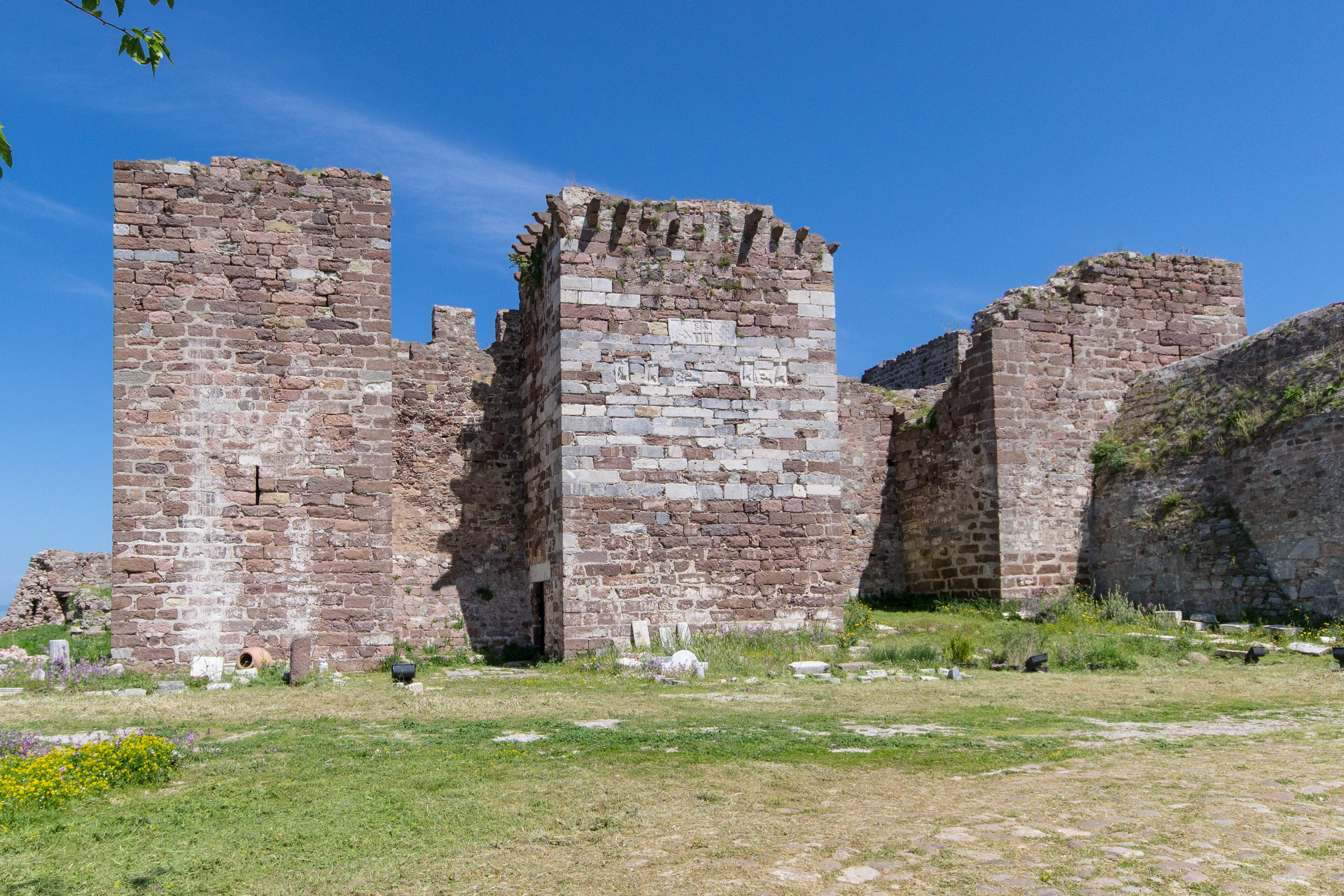
Château génois de Mytilène
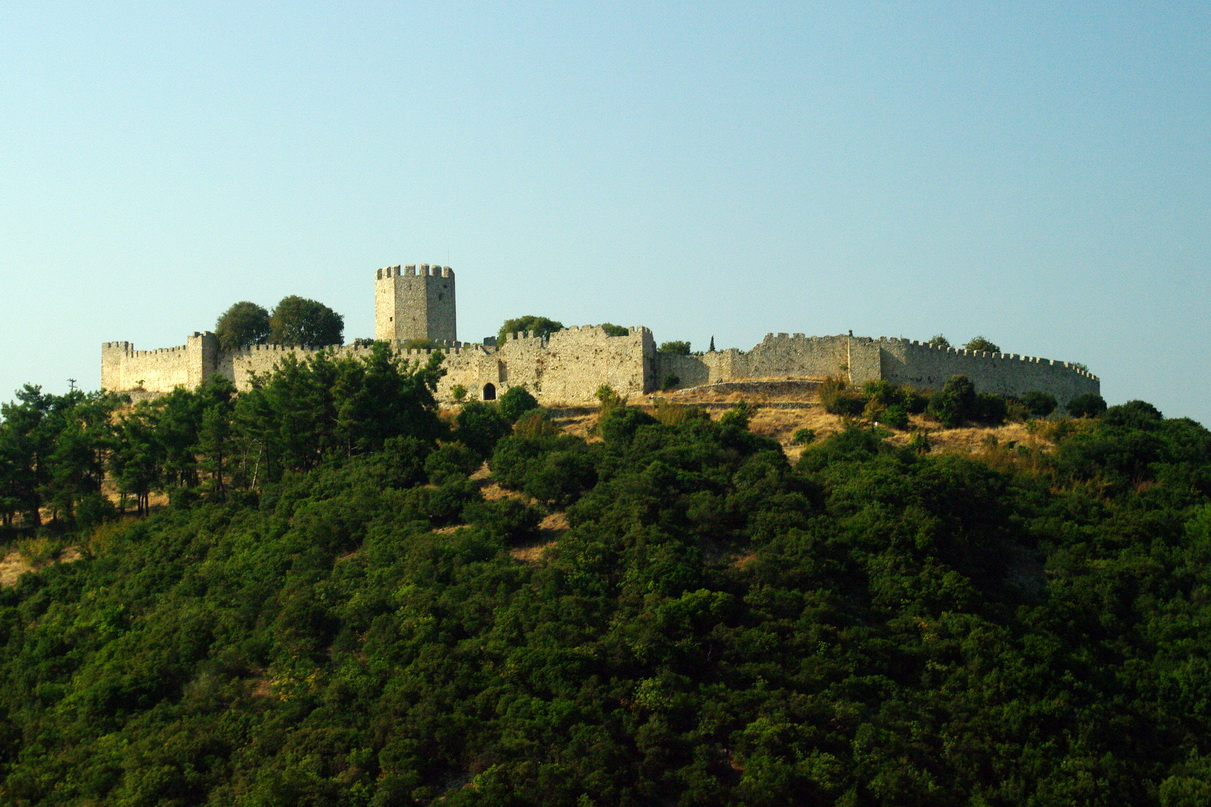
Château de Platamon

Possessions vénitiennes (jusqu'en 1797)
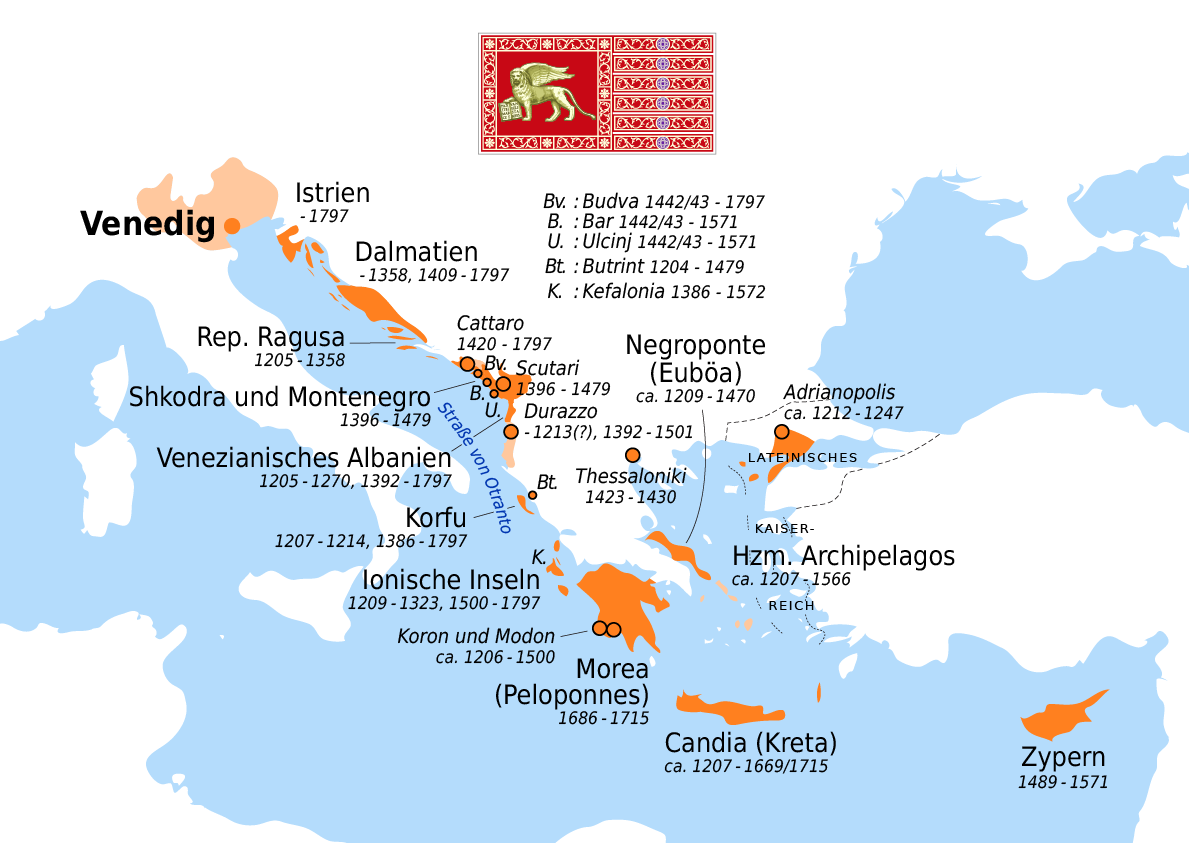
Stato da Màr de la république de Venise
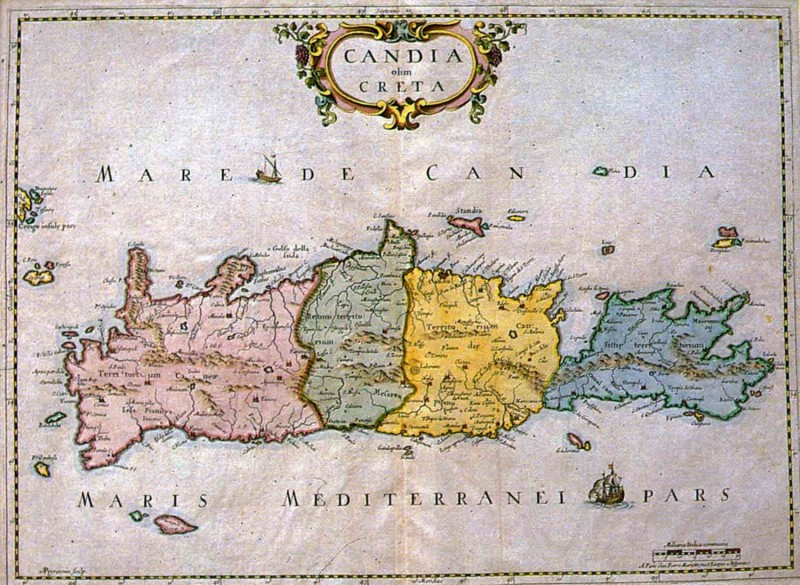
Carte du duché de Candie
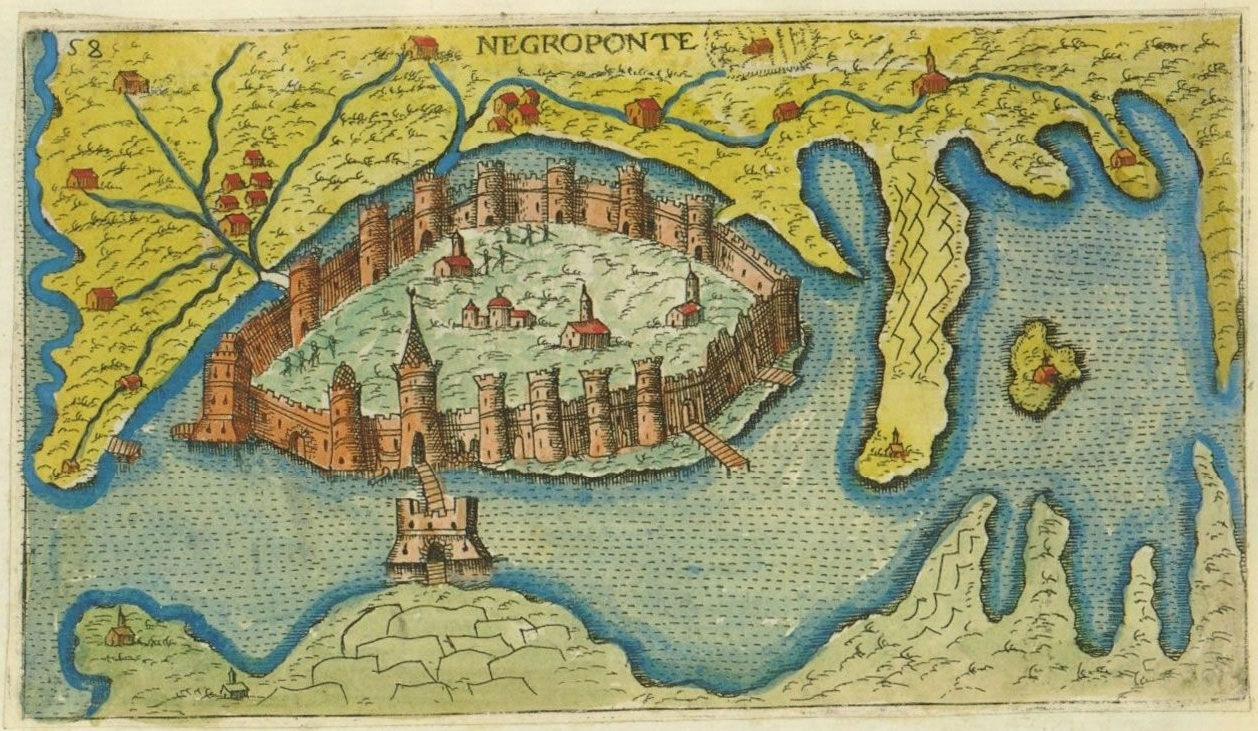
Carte vénitienne de Négrepont (Chalcis)
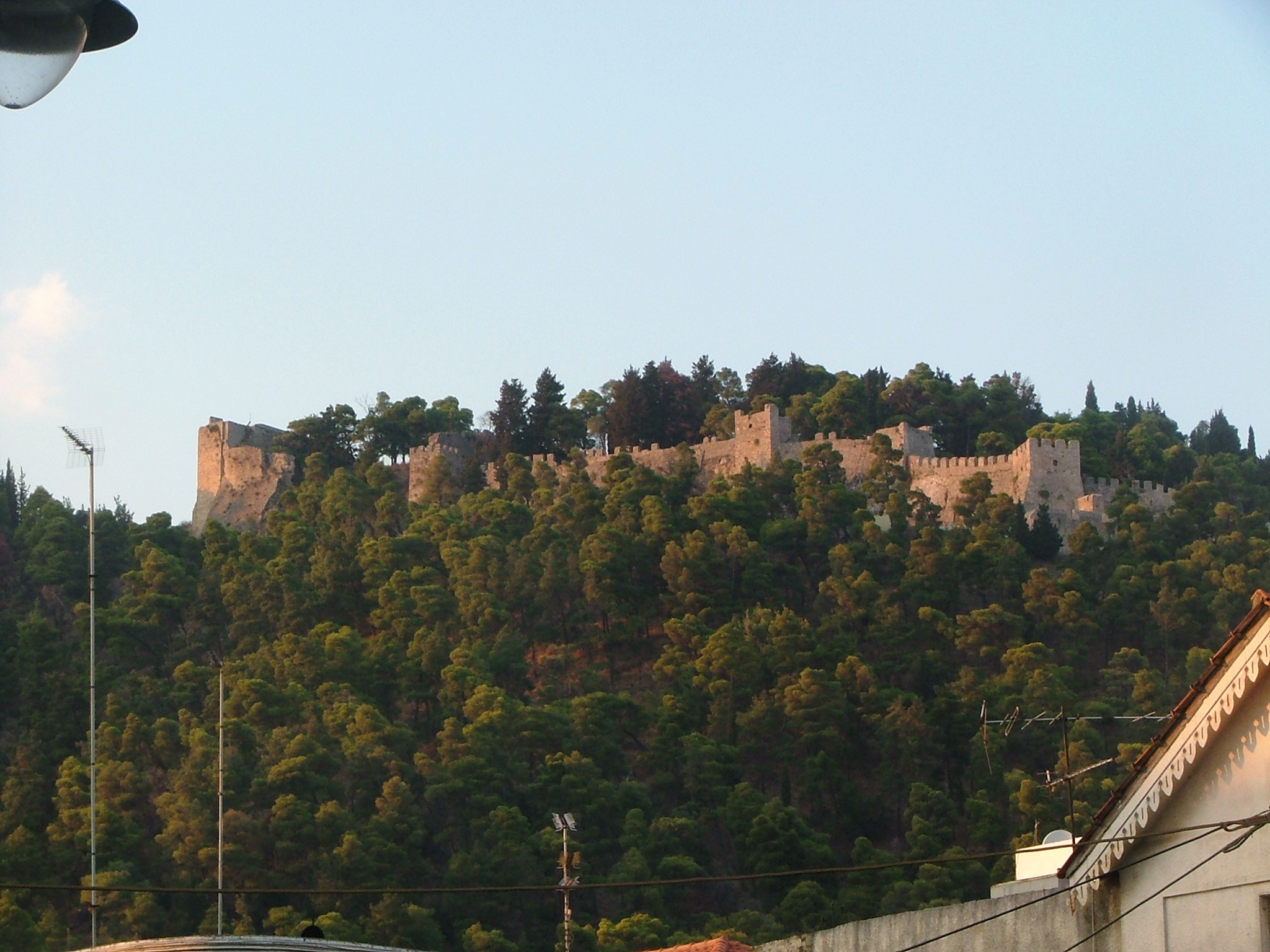
Forteresse de Naupacte
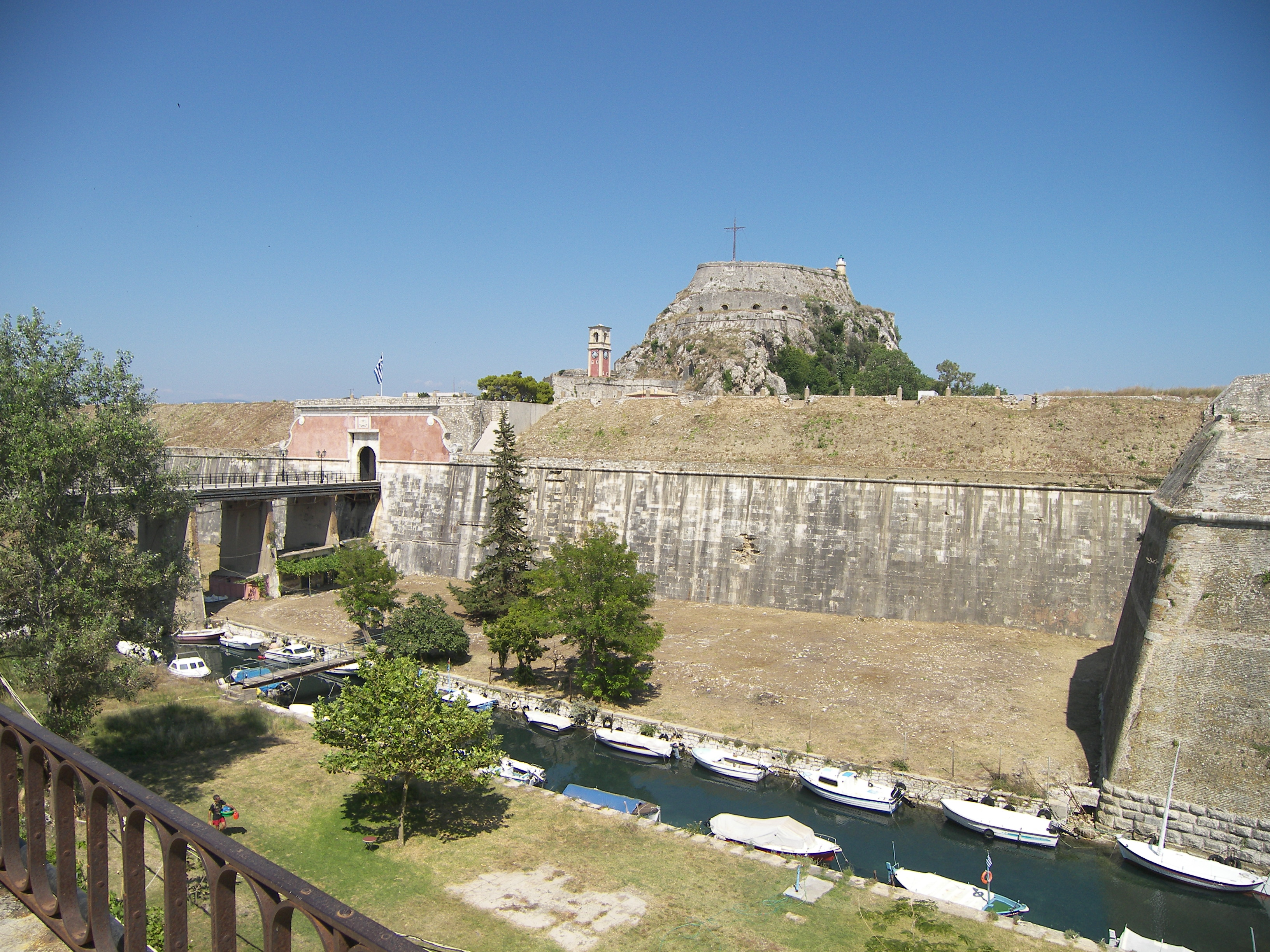
Vieux Fort (Corfou)
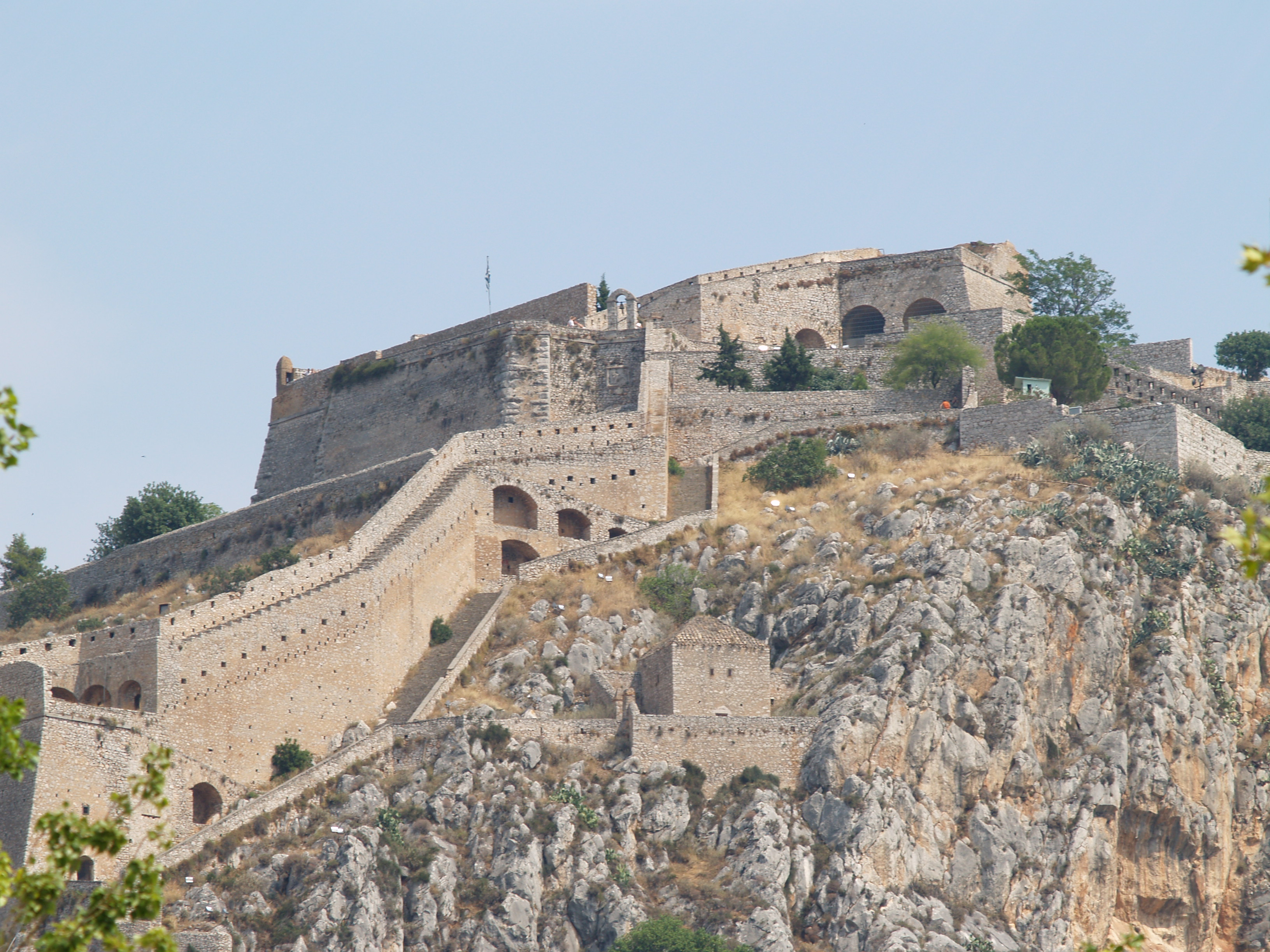
Forteresse Palamède, Nauplie
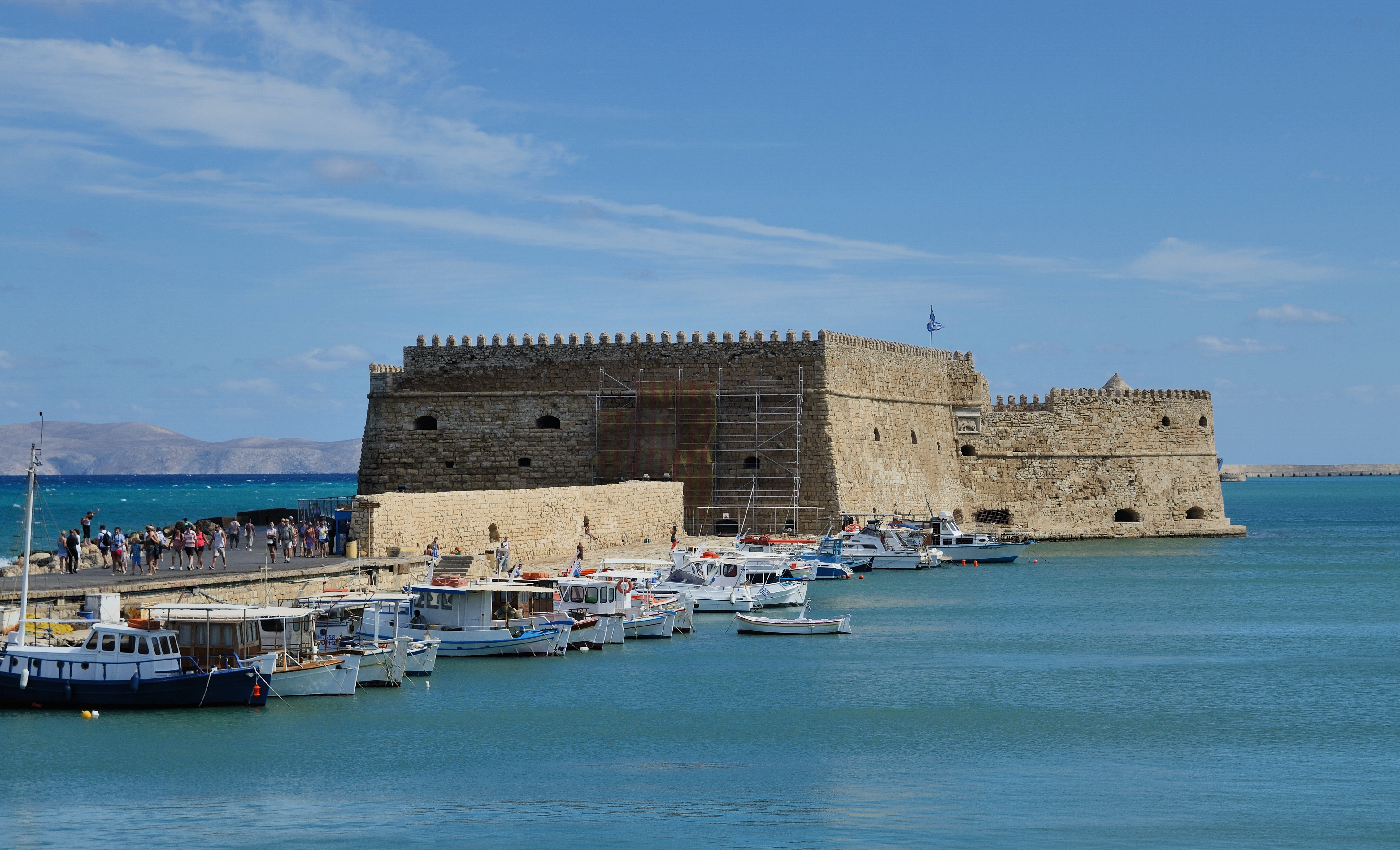
Forteresse de Koules, Héraklion
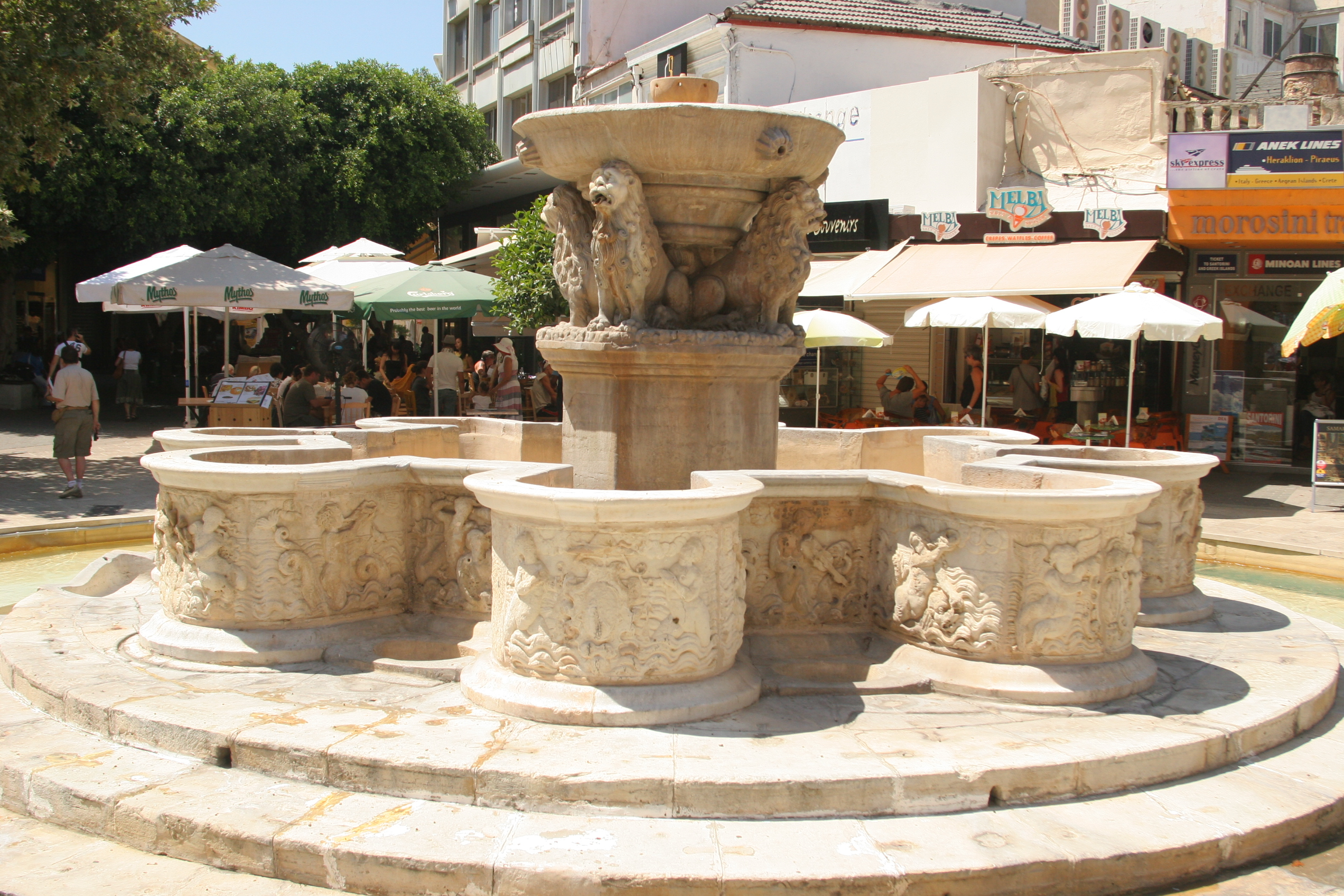
La fontaine Morosini, place des Lions (en), Héraklion